# Actias astarte
Actias astarte är en fjärilsart som beskrevs av Massen och Gustav Weymer 1872. Actias astarte ingår i släktet månspinnare, och familjen påfågelspinnare. Inga underarter finns listade i Catalogue of Life.